# Lise Topart

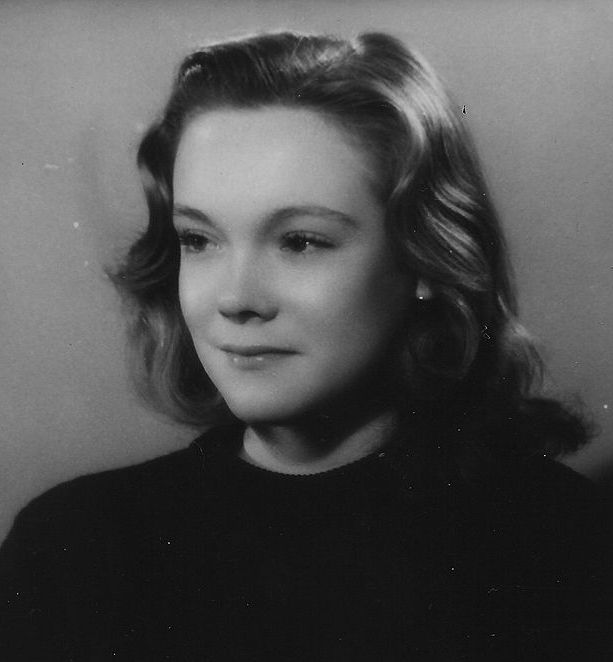
Lise Topart (1948)

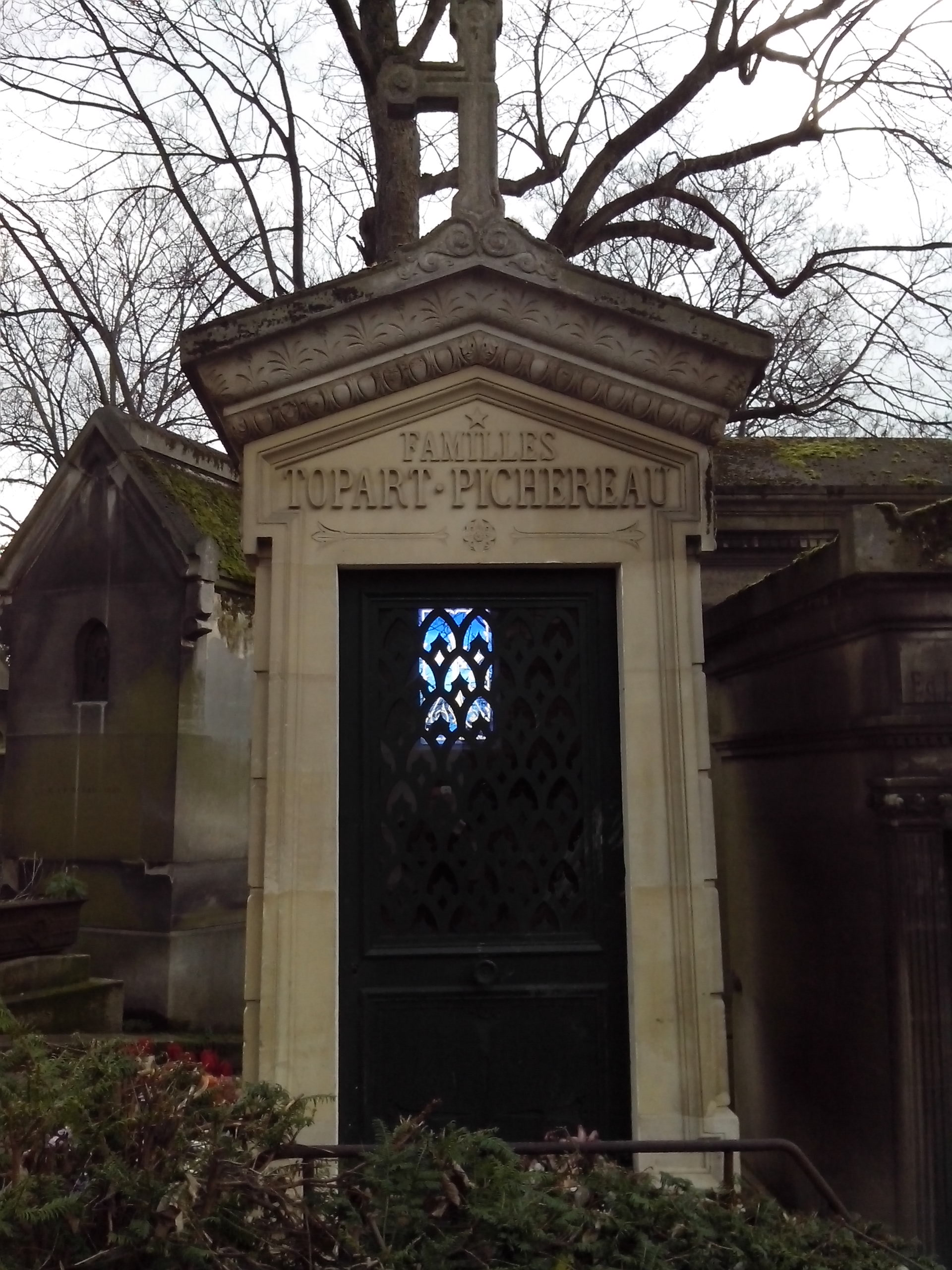
Grab auf dem Friedhof Pére-Lachaise

Lise Topart (* 24. Oktober 1927 im 20. Arrondissement, Paris; † 3. März 1952 in Nizza, Département Alpes-Maritimes) war eine französische Film- und Theaterschauspielerin.

## Biographie
Bei der Schauspielerin Marie Ventura lernte sie ihr Handwerk. Ihre erste Theaterrolle hatte sie 1944 im Stück Le Grand Poucet von Claude-André Puget im Théâtre Montparnasse.
Sie starb im Alter von 24 Jahren, als eine Maschine vom Typ SNCASE SE.161 Languedoc, die nach Paris flog, einen Kilometer nach dem Start abstürzte. Keiner der 34 Passagiere, darunter die Schauspielerin Michèle Verly und Primaballerina Harriet Tobay, und der vier Besatzungsmitglieder überlebte.
Sie und ihr Bruder, der Schauspieler Jean Topart, sind auf dem Friedhof Père-Lachaise in Paris begraben.

## Filmographie (Auswahl)
- 1946: Sylvia und das Gespenst (Sylvie et le Fantôme) von Claude Autant-Lara: Marie-Berthe
- 1947: Gewagtes Spiel (Les gosses mènent l’enquête) von Maurice Labro: Mariette
- 1947: Hier irrte die Justiz (Contre-enquête) von Jean Faurez: Michelle Marchal
- 1949: La Cage aux filles von Maurice Cloche: Sarah